# Andrew Seeley
Andrew Michael Edgar Seeley (Ottawa, Canada, 30 april 1982) is een Canadese zanger en acteur. Hij is vooral bekend onder zijn artiestennaam Drew Seeley.

## Carrière
Drew Seeley is vooral bekend als de zangstem van Troy in de eerste High School Musical. Aanvankelijk dacht men dat acteur Zac Efron zelf de nummers van zijn personage zong. De nummers waren echter in te hoge toonaard voor Efron, waardoor Seeley en Efron elkaar in de studioversie van de liedjes, afwisselden.
Seeley heeft sindsdien veel zangwerk gedaan voor Disneyproducties. Zo zong hij voor de albums DisneyMania 4, The Cheetah Girls 2, Jump In!, DisneyMania 5, en 6, Radio Disney Jams 9, en High School Musical: The Concert. Get'cha Head in the Game, een lied dat hij samen schreef met Ray en Greg Cham voor High School Musical, werd genomineerd voor een Emmy Award.
In 2008 was Drew gastster in The Suite Life of Zack and Cody. Hij had ook een gastrol in Stuck In The Suburbs in 2004.
Drew is sinds kort bezig met de opnames van zijn rol in The Shortcut, een thriller/horrorfilm van Adam Sandlers Scary Madison Productions.

## Filmografie
| Jaar      | Film                                | Rol                   | Opmerkingen                                        |
| --------- | ----------------------------------- | --------------------- | -------------------------------------------------- |
| 1999      | Camp Tanglefoot: It All Adds Up     | Tommy                 |                                                    |
| 2005      | Locusts: The 8th Plague             | Willy                 | Televisiefilm                                      |
| 2005      | Campus Confidential                 | Logan                 | Televisiefilm                                      |
| 2006      | Complete Guide to Guys              | Agen Leopold          |                                                    |
| 2006      | Christopher Brennan Saves the World | Tom Hartwell          |                                                    |
| 2007      | Claire                              | Bobby                 | Televisiefilm                                      |
| 2008      | Another Cinderella Story            | Joey Parker           |                                                    |
| 2009      | The Shortcut                        | Derek                 |                                                    |
| 2009      | I Kissed a Vampire                  | Trey Sylvania         | Online show                                        |
| 2010      | I Kissed a Vampire                  | Trey Sylvania         | Filmen                                             |
| 2010      | Freshman Father                     | John                  |                                                    |
| 2013      | Lovestruck: The Musical             | de jonge Ryan/Angus   | Televisiefilm                                      |
| 2021      | My boss' wedding                    | Michael               |                                                    |
| Jaar      | Televisie-optreden                  | Rol                   | Opmerkingen                                        |
| 2000      | Guiding Light                       | Andrew                | Episode #1.13547 Episode #1.13548 Episode #1.13549 |
| 2002      | Dawson's Creek                      | Een man               | "The Importance of Not Being Too Earnest"          |
| 2003-2004 | One Tree Hill                       | Johnny 'Vegas' Norris | "Crash Into You" "You Gotta Go There to Come Back" |
| 2008      | The Suite Life of Zack & Cody       | David/Jeffery         | "Romancing the Phone"                              |

## Discografie

### Soundtracks
- 2005: Byou (Join the Party song)
- 2006: High School Musical: The Soundtrack
- 2006: The Cheetah Girls 2: The Soundtrack #5 US (Platinum) (Dance with Me song)
- 2007: Jump In! (I’m Ready song)
- 2007: High School Musical: The Concert
- 2007: DisneyMania 5 (Find Yourself song)
- 2007: Disney Channel Holiday (I'll Be Home for Christmas song)
- 2008: DisneyMania 6 (You'll Be in My Heart song)
- 2008: Utopía Internacional (Dance with Me song)
- 2008: Another Cinderella Story: The Soundtrack

### Singles
- 2005: Some Day My Prince Will Come (gezongen door Ashley Tisdale; Seeley deed de stem van de prins)
- 2006: Start of Something New met Vanessa Hudgens en Zac Efron — uit High School Musical
- 2006: Get'cha Head in the Game met Corbin Bleu — uit High School Musical
- 2006: Breaking Free met Vanessa Hudgens en Zac Efron — uit High School Musical
- 2006: We're All in This Together met de cast van High School Musical – uit High School Musical
- 2006: What I've Been Looking For (Reprise) met Vanessa Hudgens - uit High School Musical
- 2006: I Can't Take My Eyes Off of You met Vanessa Hudgens, Lucas Grabeel, en Ashley Tisdale
- 2006: Dance with Me samen met Belinda Peregrín — uitThe Cheetah Girls 2
- 2007: I'm Ready from Jump In! Soundtrack
- 2007: Find Yourself — van DisneyMania 5
- 2007: I’ll Be Home for Christmas - van A Disney Channel Holiday
- 2007: This Is Our Year met Kari Kimmel – uit Kim Possible seizoen 4 "Graduation Part 2"
- 2008: You'll Be In My Heart - van DisneyMania 6